# Luiz Gustavo Silva de Aviz
Luiz Gustavo Silva de Aviz (Belo Horizonte, 1972. február 23. –), ismert nevén Luiz Gustavo brazil labdarúgócsatár.

## Klubcsapatban
Pályafutását 1991-ben kezdte a Cruzeiro csapatában, majd ugyanebben az évben Európába, a portugál Belenenseshez szerződött. A kis csapatban 88 meccsen 20 gólt lőtt, 1995-ben a korábbi kétszeres BEK-győztes Benfica igazolta le, ahol nem vetett gyökeret, 1996-ban az Internacionalhoz visszatérve kezdődött brazil csapatok közti vándorlása, 2002-ig minden szezont más-más klubnál töltött. 1997-ben a Vitória, egy évvel később a Brasil de Pelotas játékosa volt. 1999-ben a Mogi Mirim, egy év múlva az União Barbarense szerződtette. A 2000-es szezon második felét egy nagy csapatnál, a Fluminensénél töltötte, de a következő szezont a São Josénél kezdte. A „vándorlás” során utolsó klubja a Joinville volt, ezután három év szünet következett. 2005-ös visszatérése után a Novo Hamburgo és a Remo játékosa volt, 2007-ben végleg befejezte a labdarúgást.

## Válogatottban
Háromszoros U20-as válogatott.